# Honorarschein
Honorarschein ist die Bezeichnung für vorgedruckte Vergütungsvereinbarungen im Bereich der Rechtsanwaltsvergütung. Diese im Fachhandel erhältlichen Honorarscheine werden von der Rechtsprechung als AGB im Sinne des § 305 BGB angesehen.